# Haliplus allisonae
Haliplus allisonae är en skalbaggsart som beskrevs av Brigham. Haliplus allisonae ingår i släktet Haliplus och familjen vattentrampare. Inga underarter finns listade i Catalogue of Life.